# ليونارد جورج
ليونارد جورج هو عالم نفس كندي، ولد في 1957.